# الحقة (همدان)

تعديل مصدري - تعديل

الحقة هي إحدى قرى عزلة وادعة بمديرية همدان التابعة لمحافظة صنعاء، بلغ تعداد سكانها 2434 نسمة حسب تعداد اليمن لعام 2004.